# Hearst Tower (New York)
Pour les articles homonymes, voir Hearst.
La Hearst Tower est un gratte-ciel de New York, situé au 300 West 57e Street, sur la Huitième Avenue. Le bâtiment est situé à proximité de Columbus Circle, et de Central Park d'où il est visible. La tour mesure 182 mètres, comporte 46 étages, et l'espace alloué aux bureaux atteint les 80 000 m2. Le bâtiment abrite le siège de la Hearst Corporation, qui réunit pour la première fois l'ensemble de ses publications dans un même édifice. Parmi ces publications, on retrouve Esquire, Cosmopolitan, Good Housekeeping, et le San Francisco Chronicle. La position de la Hearst Tower à la limite du quartier des gratte-ciel et sa spécificité d'appartenir à un groupe historique du journalisme et non à un investisseur a amorcé la constitution d'un pôle dans le secteur concentrant des entreprises consacrées aux médias.
Les employés de la compagnie ont emménagé dans la tour en mai 2006.

## Histoire
La Hearst Tower n'est pas dans la tendance au gigantisme dans les gratte-ciels tels que ceux construits aux États-Unis, en Europe ou en Asie. Elle est composée de deux parties : un premier corps bas maçonné de six étages, réalisé en 1928 par l'architecte Joseph Urban pour le fondateur de la Hearst Company, William Randolph Hearst, et une tour moderne, de 40 étages dont la construction s'est achevée environ 80 ans après celle prévue à l'origine. Le bâtiment de base devait se poursuivre en gratte-ciel, mais sa construction n'a jamais été poursuivie en raison de la Grande Dépression. L'ensemble repris a été réalisé par le cabinet de l'architecte britannique Norman Foster, Foster + Partners.
La Hearst Tower est le premier gratte-ciel bâti à New York après la chute des Tours jumelles en 2001. Celles-ci ont été détruites pendant sa phase de conception, ce qui avait eu pour effet de remettre en question les constructions hautes.
L'architecture et ingénierie de la Hearst Tower utilise pour la première fois[réf. nécessaire] une structure « diagrid », c’est-à-dire une structure à maille triangulaire verticale en acier, de piliers diagonaux qui rigidifient la structure.
Une des façades de la tour reçoit difficilement la lumière du jour en raison de la proximité d'un gratte-ciel voisin. Ceci explique la dissymétrie du plan de la tour qui regroupe de ce côté les espaces et servitudes techniques des circulations verticales et explique le système « diagrid » qui permet une tenue sans effets de torsion au vent dans une structure décentrée.  Les façades sont des façades rideaux de glace. Des échancrures de coins rentrants suivant la trame sont architecturées pour avoir une vue plongeante directe sur les rues qui bordent la parcelle.[Comment ?]
La base est conservée dans son volume, les murs périphériques ont été gardés. La base a été curetée de tout son aménagement interne, les piliers acier apparents descendent les charges de la tour. L'édifice initial gardé est transformé en atrium par l'inversion de l'effet de façade, des façades sur cour sont produites comme si ce lieu de passage commun à tout employé travaillant dans la tour était entouré de l'immeuble (et non simplement de son mur résiduel). Le restaurant-« terrasse » y trouve sa place.
L'atrium du bâtiment possède une sculpture aquatique baptisée Icefall, construite avec des milliers de panneaux de verre, formant une chute d'eau utilisant l'eau de pluie récupérée. Elle est utilisée dans le processus de contrôle de la chaleur et de l'humidité. Cette sculpture est agrémentée d'une fresque de 23 mètres, baptisée Riverlines, et réalisée par le britannique Richard Long.
Les étages sont des plateaux aménagés pour chaque publication et son service avec la périphérie de l'étage accessible à tous par la disposition des salles de réunion. Les bureaux d'usage ordinaire sont au centre. Ce sont des espaces ouverts, petits groupes formés et individualisés dans leur traitement climatique que l'on peut moduler depuis sa centrale de commande. Ils sont en second-jour, mais la façade faite entièrement de glace transparente permet d'ajouter de la luminosité. Les inconvénients de l'« open space » sont ainsi diminués[pourquoi ?].
C'est l'une des premières constructions vertes de la ville. Sa construction a été réalisée selon des normes précises[Lesquelles ?] afin de ne pas dégrader l'environnement. Le sol de l'atrium a été réalisé avec de la pierre calcaire, et un système de canalisations en polyéthylène est scellé dans le sol, permettant le passage de l'eau, rafraîchissant en été, et chauffant en hiver. L'écoulement d'eau de pluie recueilli dans une citerne dans le sous-sol est réutilisé dans ce système de climatisation et pour l'arrosage des plantes, pour l'atrium et sa cascade. La ventilation par la climatisation utilise de l'air extérieur très[Combien ?] filtré sans adjonction de flux interne recyclé en reprise, une mesure préservant la santé des employés. La société espère par son engagement en faveur de l'environnement, qui permet de consommer 25 % d'énergie en moins que le minimum habituellement requis à New York pour une bâtisse ordinaire de même forme, obtenir un label de la LEED.

## Récompenses
La Hearst Tower a reçu l'Emporis Skyscraper Award 2006, récompensant le gratte-ciel le plus remarquable de l'année 2006.

## Galerie

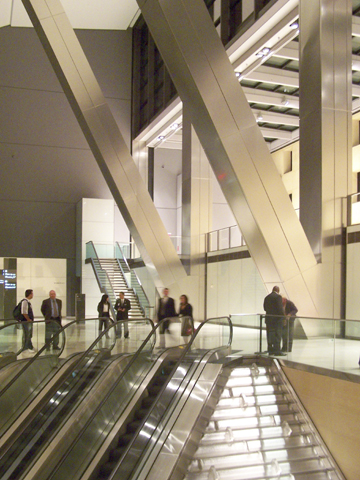
Intérieur du hall de la tour.
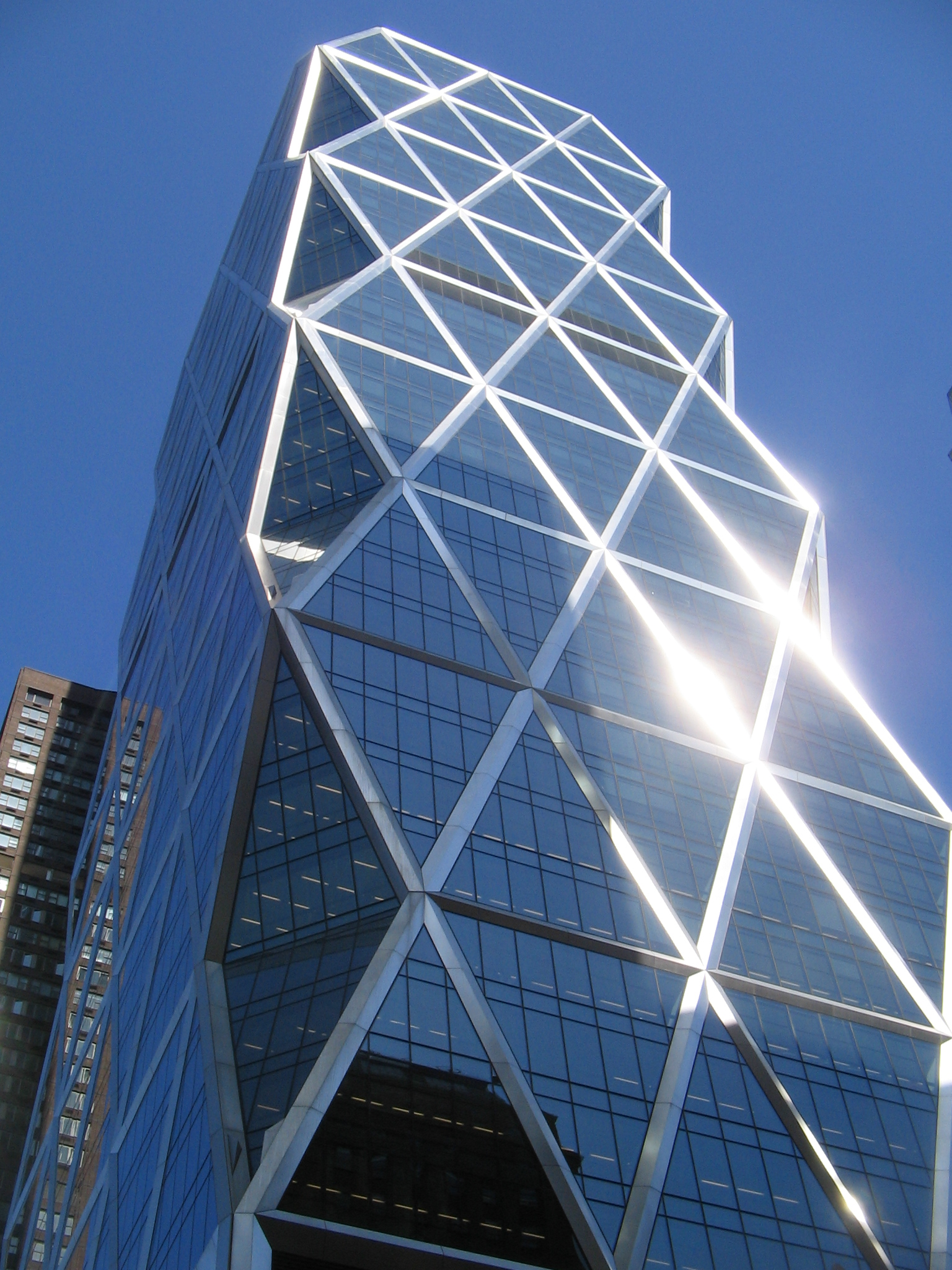
Vue proche de la façade.
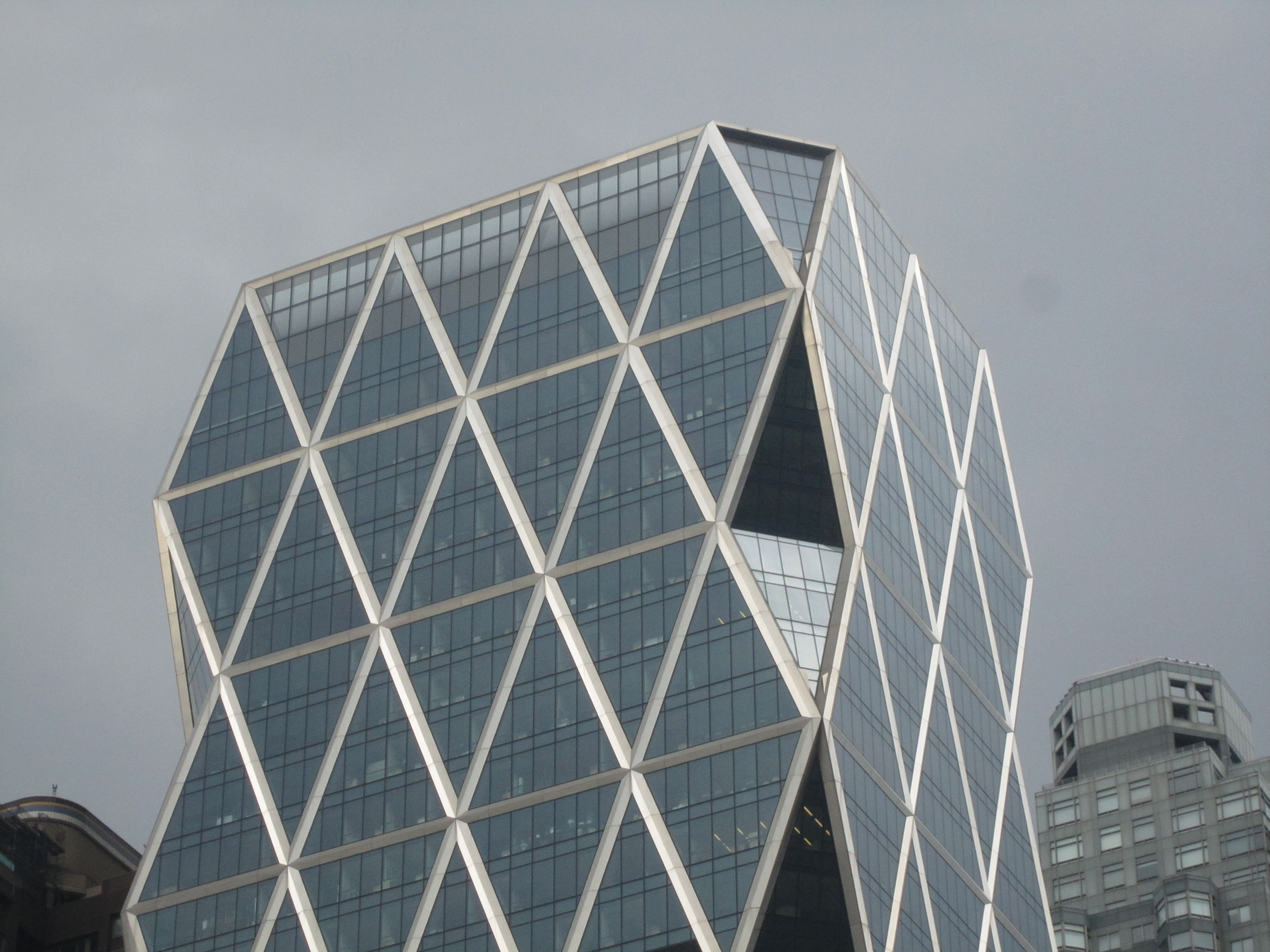
Vue du sommet.
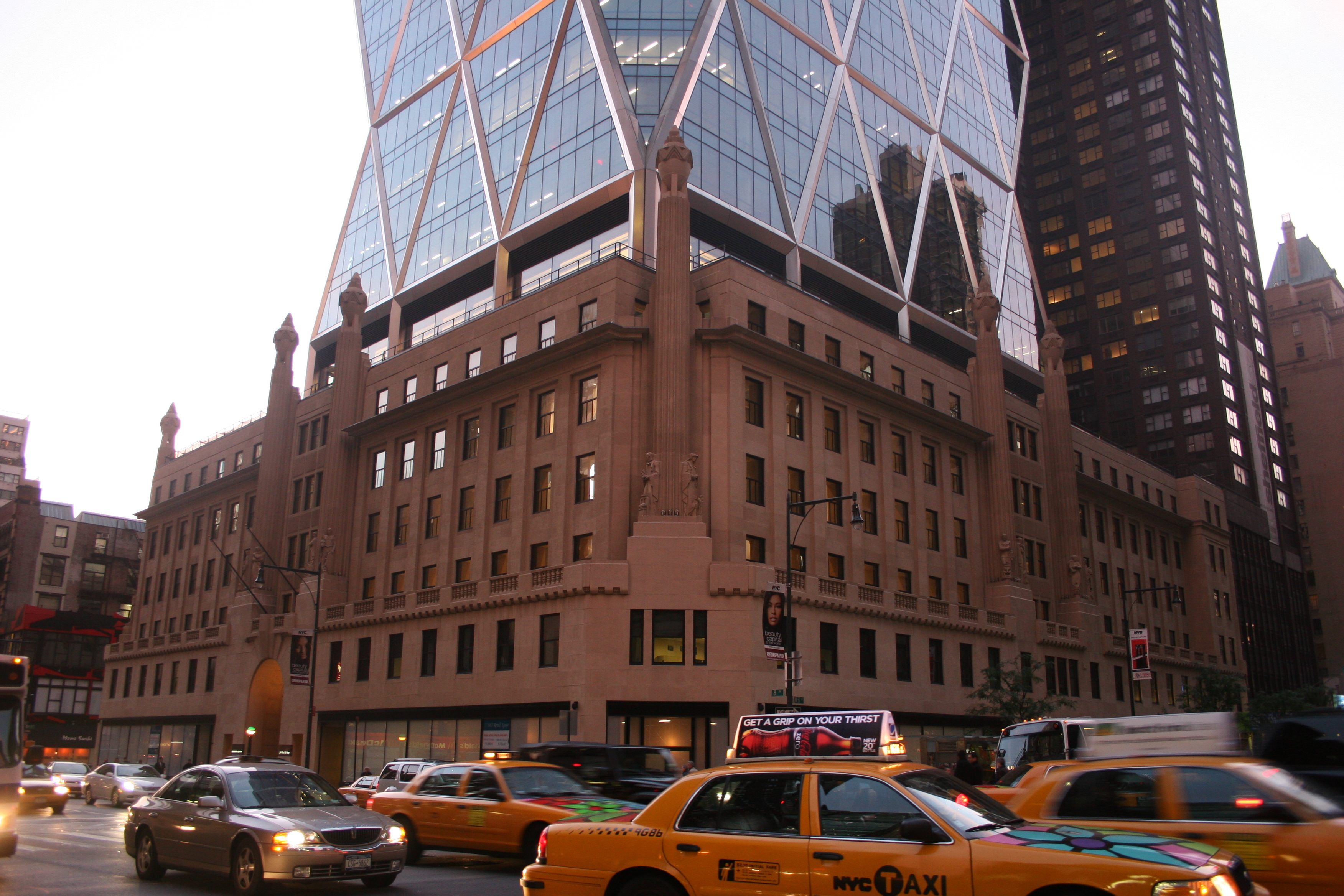
Base extérieure.